# Station Northampton
Northampton is een spoorwegstation van National Rail in Northampton, Northampton in Engeland. Het station is eigendom van Network Rail en wordt beheerd door West Midland Trains. 